# TX4
TX4 – czterodrzwiowy, pięciomiejscowy samochód osobowy, produkowany przez przedsiębiorstwo The London Taxi Company (wcześniej LTI). Jest to 4. generacja (najnowsza) modelu tej firmy, przeznaczona do pełnienia funkcji taksówki. Bryła nadwozia praktycznie nie uległa zmianie względem poprzedniego modelu TXII, a stylistycznie nawiązuje do pierwszego modelu serii — Austin FX4. Pojazd zaprezentowany został w 2006 roku. W październiku 2012 roku produkcja została wstrzymana ze względu na ogłoszenie upadłości przez producenta, a 11 września 2013 wznowiona po nabyciu przedsiębiorstwa przez spółkę Geely.